# Mayra Huerta
Mayra Yaratzeth Huerta Hernández (Morelia, 14 de setembro de 1970) é uma ex-jogadora de voleibol e de voleibol de praia mexicana. 

## Carreira
No ano de 1996 formava dupla com Velia Eguiluz Soto quando disputaram a edição dos Jogos Olímpicos de Verão de Atlanta e foram eliminadas na repescagem.Na edição dos Jogos Centro-Americanos e do Caribe de 1998 realizados em Maracaibo  atuou com Laura Almaral na conquista da medalha de ouro e na edição dos Jogos Pan-Americanos de Winnipeg de 1999 alcançaram a medalha de bronze.